# Перша письмова згадка
Пе́рша письмо́ва зга́дка (англ. first written record) — назва (згадка) когось чи чогось у письмовій формі, яку вдалося зафіксувати у збережених до наших часів джерелах. У прив'язці до часу створення джерела поширення інформації — хроніки, документ, лист, книга, літопис, періодичне видання — в основному датують і саму згадку (рік або століття). В залежності від джерела, в якому міститься згадка, вона може бути літописною, документальною.
Писемність пройшла різні етапи еволюції, і саме збережені писемні джерела дають можливість знайти перші письмові згадки.
Чим ближче до сучасності об'єкт чи предмет, тим легше встановити дату та автора першої усної чи письмової згадки. Крім того, усну згадку тепер можна задокументувати з допомогою технічних засобів.
Термін перша письмова згадка або скорочено перша згадка означає сукупність із писемного документа, де згадка зустрічається, та зафіксованої дати створення цього документа. Часто, в похідних текстах, терміном скорочено позначають лише дату — рік згадки, із посиланням на джерела, які наводять власне назви писемних джерел.